# Enérguia
L'Enérguia (rus: Эне́ргия; GRAU 11K25) fou un vehicle de llançament superpesant de la Unió Soviètica (URSS) desenvolupat per NPO Enérguia per al programa Buran a la dècada del 1980. Fou utilitzat dues vegades, una el 1987 per llançar la plataforma armamentística Pólius i l'altra el 1988 per posar en òrbita el transbordador espacial Buran. Era un coet de 2.400 tones que tenia la capacitat de posar fins a 100 tones en òrbita terrestre baixa, superant per poc les primeres versions del Saturn V.

## Història

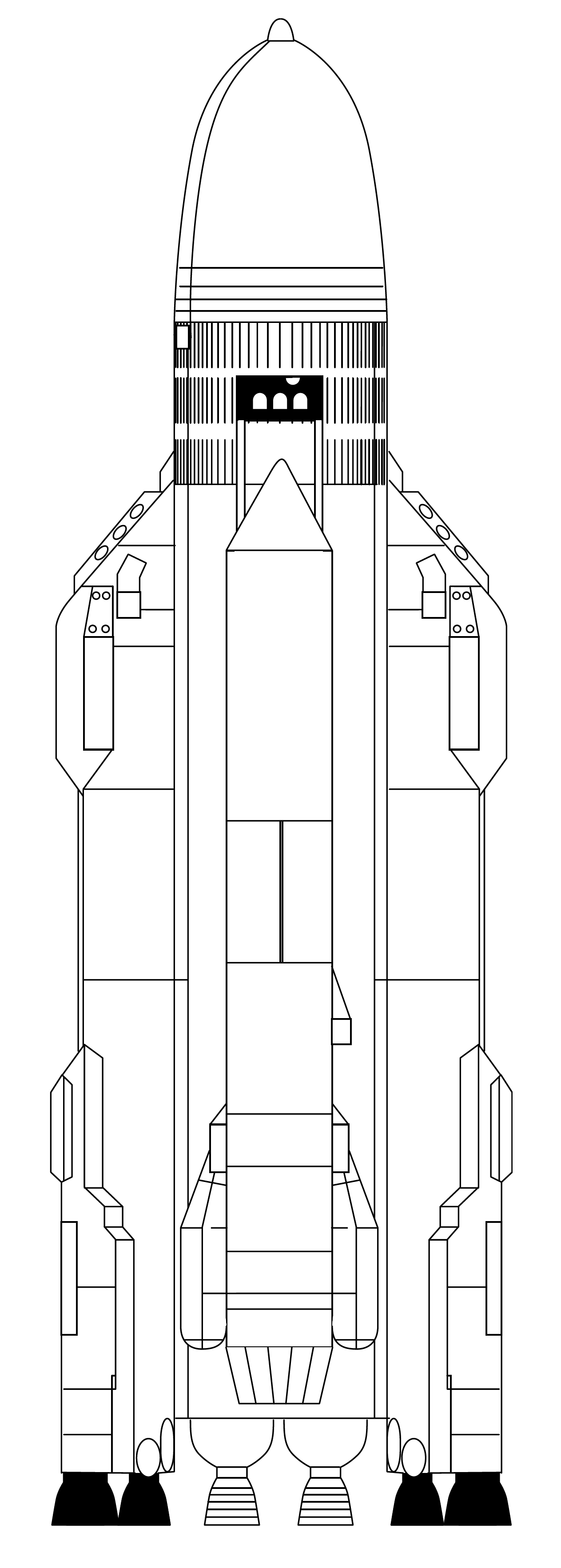
Satèl·lit Pólius sobre el coet Enérguia (imatge retallada).

### Desenvolupament
Les feines de disseny amb els sistemes Energia/Buran van començar cap a l'any 1976 després que es prengués la decisió de cancel·lar el programa del coet tripulat lunar N-1. Totes les instal·lacions i infraestructures del N-1 va ser reaprofitades pel programa Energia, especialment el monumental edifici de muntatge horitzontal. La NASA va fer el mateix amb les instal·lacions del Saturn V que després va aprofitar per construir el transbordador espacial.
Enérguia va substituir el concepte de Vulkan (en el que es basava el coet Proton), ja que feia ús extensiu dels mateixos propel·lents hipergòlics altament tòxics, però era més gran i molt més potent.

### Primer llançament
El primer llançament de proves d'aquest coet es va produir el 15 de maig del 1987 a les 21:30 transportant una nau Pólius (prototip d'una arma orbital anti-satèl·lit). Si bé l'Energia va funcionar correctament, el Pólius no va aconseguir entrar en òrbita per culpa d'un problema en el seu control de posició un cop es va haver separat del coet principal.

### Segon llançament
Aquest va ser el segon i últim llançament orbital de l'Enérguia. En ell, el 15 de novembre del 1988, va transportar a òrbita una versió no tripulada de la llançadora soviètica Buran. La plataforma reutilitzable Energia-Buran (MKS) pretenia igualar les capacitats que els americans pretenien aconseguir amb el seu programa Space Shuttle.

### Final
La producció dels coets Energia es va acabar amb el final de la Unió Soviètica i la cancel·lació del projecte de llançadora espacial Buran. Des d'aquell moment sempre han persistit el rumors del retorn a la producció d'aquest coet, però a hores d'ara sembla força improbable. Tot i que aquest coet no es troba en producció, els seus acceleradors laterals Zenit se segueixen fabricant i fent servir. Aquests quatre acceleradors de propulsió líquida (cremant querosè i oxigen líquid) són la base dels coets Zenit que fan servir els mateixos motors, els RD-170, potents, moderns i amb un disseny eficient. La plataforma Zenit es fa servir en llançaments, tant des de terra (Baikonur) com des de la plataforma flotant Sea Launch. Un derivat d'aquests motor amb la meitat de mida (l'RD-180) es fa servir als coets Atlas V. Un altre derivat de la quarta part de mida (l'RD-190) és el que es farà servir en el nou coet rus Angarà.

## Variants

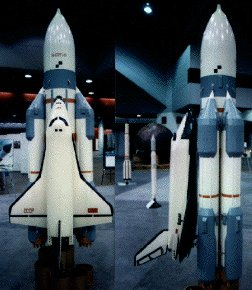
El coet Enérguia II (Uragan) estava pensat per ser completament reutilitzable i per permetre l'aterratge en una pista convencional.

Hi havia tres variants principals preparades per seguir la configuració original, cadascuna d'elles amb capacitats de càrrega extremadament diferents.

### Enérguia M
La versió Energia M havia de ser la més petita disponible. Només portava 2 acceleradors Zenit, en lloc de 4, i el cos central disposava d'un motor RD-0120 en lloc dels quatre de la versió pesant. Es va dissenyar amb l'esperança de substituir els coets Proton però va ser descartat el 1993 en favor del nou disseny Angarà.

### Enérguia II («Uragan»)
El projectat coet Enérguia II (anomenat Uragan (Ураган), ‘huracà’ en rus) havia de ser el primer completament reutilitzable que tenia l'habilitat de poder aterrar en una pista convencional. Contràriament al que passava amb l'Enérguia, que era només parcialment reutilitzable, el disseny de l'Uragan havia de permetre la recuperació completa de tots els elements del Buran/Enérguia. El nucli central de l'Enérguia II havia de ser capaç de reentrar i planejar fins a la pista d'aterratge, presumiblement emprant la tecnologia desenvolupada per la llançadora Buran.

### Vulkan-Guerkulés
Aquesta configuració havia de ser la més gran de les projectades. Amb vuit acceleradors Zenit i fent servir el tram central d'un Energia M com a tram final, el Vulkan (que curiosament tenia el mateix nom que un altre llançador pesant soviètic cancel·lat anys abans) o Guerkulés (‘Hèrcules’ en rus; nom inicialment destinat als també cancel·lats coets N-1) havia de ser capaç de portar a òrbita fins a 175 tones.